# Charles-Ferdinand Walsin Esterhazy
Marie Charles Ferdinand Walsin Esterházy (Paris,16 de Dezembro de 1847 - Harpenden, 21 de Maio de 1923) foi um oficial do exército francês que se veio a provar culpado do crime de traição do qual o oficial Alfred Dreyfus, de origem judaica, havia sido injustamente condenado. Esterhazy havia sido o verdadeiro autor do le bordereau, documento usado para acusar Dreyfus.
Esterhazy era aparentado a uma nobre família húngara da qual uma parte se estabelecera em França nos finais do século XVII, tendo o patriarca de então organizado um regimento de cavalaria húngara (hussardo).
A partir de 1903 instala-se na Inglaterra, atuando como correspondente do jornal anti-dreyfusista La Libre Parole. Em 1908 passa a viver na cidade de Harpenden, no leste da Inglaterra, dissimulando sua identidade sob o nome de Conde Jean de Voilemont. De 1911 a 1917, redige artigos para o jornal L'Éclair.
Esterhazy morreu em Harpenden sem jamais ter sido condenado.